# Блата
45°02′ пн. ш. 15°23′ сх. д. / 45.03° пн. ш. 15.39° сх. д.
Блата (хорв. Blata) — населений пункт у Хорватії, у Карловацькій жупанії у складі громади Саборсько.

## Населення
Населення за даними перепису 2011 року становило 54 осіб.
Динаміка чисельності населення поселення: